# Pseudodebis tarmensis
Pseudodebis tarmensis är en fjärilsart som beskrevs av Prüffer 1922. Pseudodebis tarmensis ingår i släktet Pseudodebis och familjen praktfjärilar. Inga underarter finns listade i Catalogue of Life.